# Илиан Христов
Илиан Христов е български футболист, полузащитник, който се състезава за Оборище (Панагюрище).

## Кариера
Христов е юноша на Пирин (Благоевград). През 2010 г. е привлечен в Ботев (Пловдив). На 17-годишна възраст дебютира за „канарчетата“ във В група. Вкарва общо 9 гола (6 за първенство и 3 за Купата на страната).